# 板倉勝従
板倉 勝従（いたくら かつより）は、江戸時代中期の大名。備中国松山藩3代藩主。官位は従五位下・日向守、隠岐守。板倉家宗家9代。

## 生涯
初代藩主・板倉勝澄の三男として誕生。

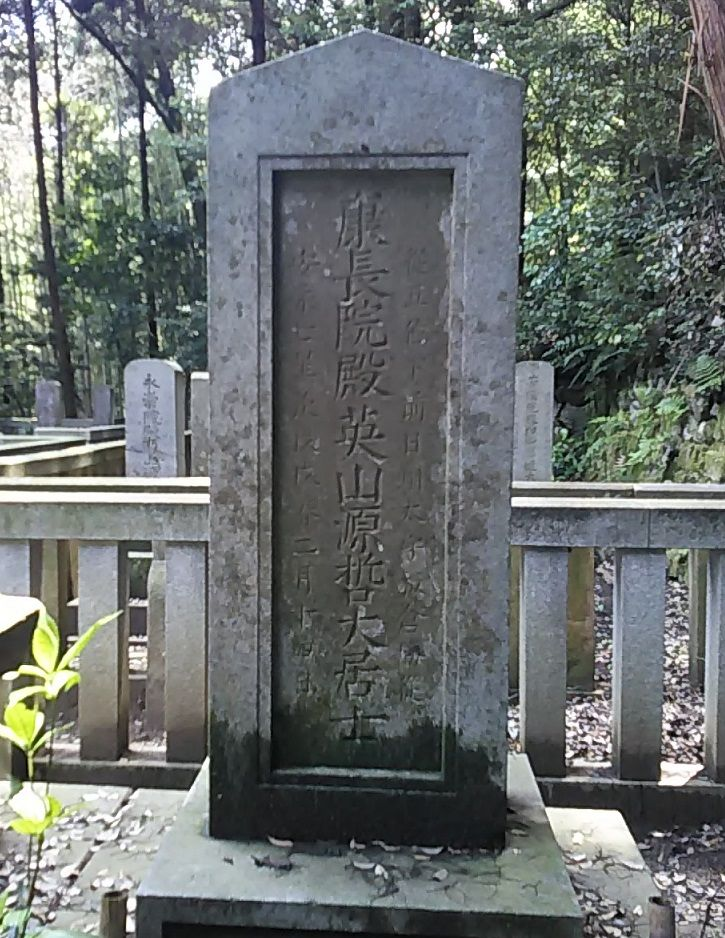
板倉勝従の墓(西尾市長圓寺)

先代藩主で兄勝武の実子が全て早世していたため、明和6年（1769年）に兄が死去すると、その養嗣子となって跡を継いだ。藩政に見るところもなく、安永7年（1778年）2月9日、29歳で死去した。嗣子が無く、弟の勝政が跡を継いだ。法号は康長院殿英山源哲大居士。

## 系譜
- 父：板倉勝澄（1719-1769）
- 母：根津氏
- 養父：板倉勝武（1736-1769）
- 正室：奥平昌鹿の養女 - 奥平昌純の娘
- 養子
  - 男子：板倉勝政（1759-1821） - 板倉勝澄の七男